# NGC 7420
NGC 7420 ist eine Spiralgalaxie vom Hubble-Typ Sc im Sternbild Pegasus am Nordsternhimmel. Es ist schätzungsweise 432 Millionen Lichtjahre von der Milchstraße entfernt.
Das Objekt wurde am 6. September 1863 von Albert Marth entdeckt.